# Çörek

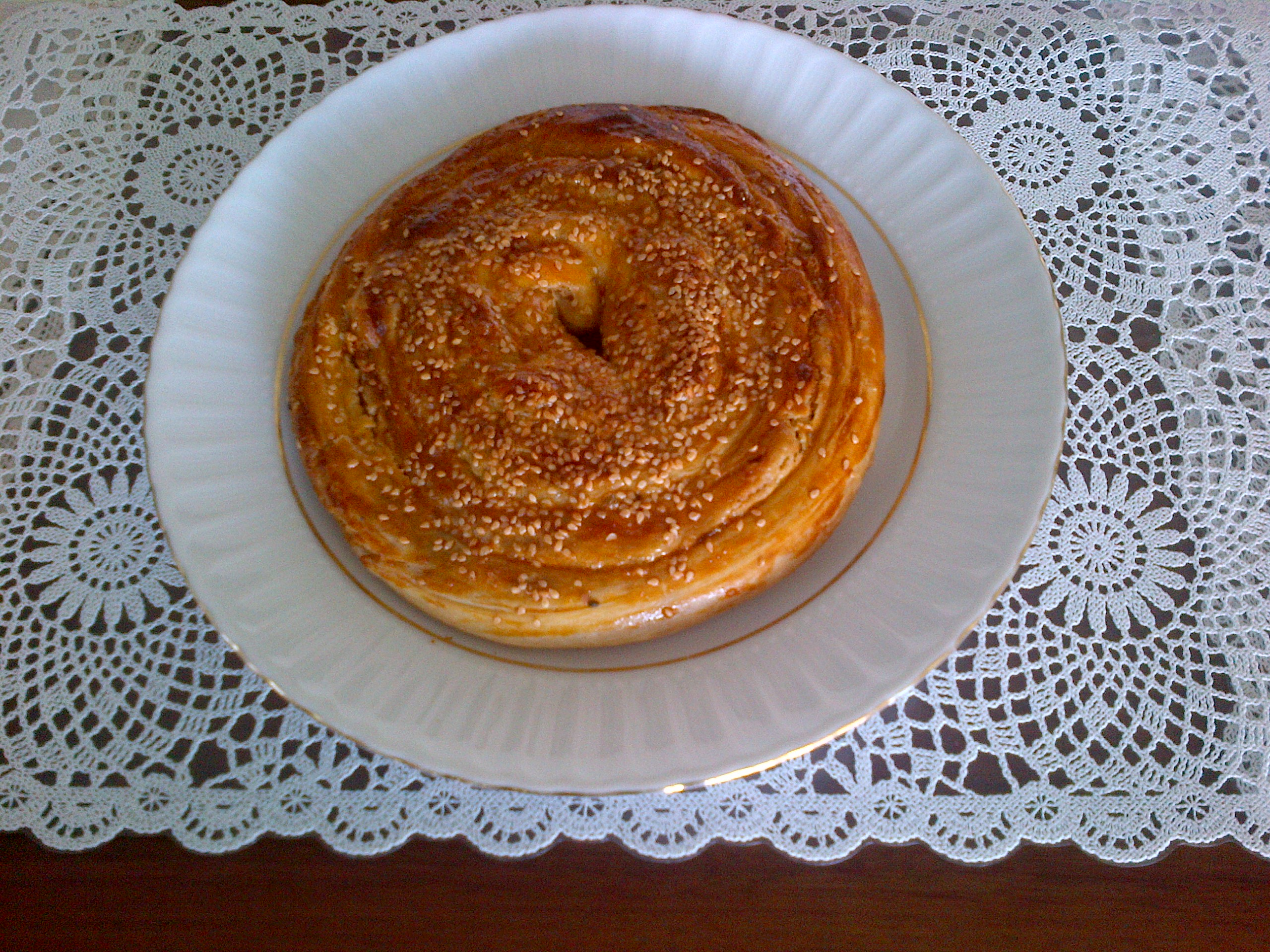
Çörek mit Tahini

Çörek ist ein rundes türkisches Gebäck, das mit oder auch ohne Zucker zubereitet werden kann. Es gibt verschiedene Sorten von Çörek, das meistens mit Tee zum Frühstück gegessen wird.

## Geschichte
Çörek wurde schon in der Prophetenzeit, im Schiff von Noah durch die Ehefrau gebacken. Es wurde damals für die Verlobung der Paare hergestellt und von den Familienmitgliedern in zwei Hälften geteilt. Dies sollte als ein Zeichen für die Zustimmung gelten, und es wird heute noch bei einigen Verlobungen durchgeführt. Çörek ist alttürkisch und bedeutet "rundes Brot". Im Osmanischen Reich wurde ebenfalls Çörek oft gebacken und verzehrt. Dort wurden unterschiedliche Namen für Çörek verwendet: Tsoureki ( Griechisch τσουρέκι), choreg (Armenisch չորեկ), çörək (Aserbaidschanisch)

## Zubereitung
In einer Schüssel werden Milch, Hefe und Zucker gut verrührt, Joghurt, Olivenöl, Eier hinzugegeben und auch verrührt. Mehl und Salz werden gemischt und zur vorbereitete Mischung hinzugegeben. Anschließend werden die Zutaten zu einem geschmeidigen Teig verknetet und zu einem runden Laib geformt, dieser mit Eigelb bestrichen und mit Schwarzkümmel bestreut. Nach dem Gehen wird der Teig im Ofen gebacken.